# Arroyo Diluvio
El arroyo Diluvio (en portugués: arroio Dilúvio) es un arroyo localizado en la ciudad brasileña de Porto Alegre, capital del estado de Río Grande del Sur. Nace en la Represa Lomba do Sabão, que se encuentra en el Parque Saint-Hilaire, en Viamão, y recibe agua de afluentes como los arroyos dos Marianos, Moinho, São Vicente y Cascatinha, para finalmente desaguar en el río Guaíba, entre los parques Marinha do Brasil y Maurício Sirotski Sobrinho.
Hasta la década de 1950, el Diluvio presentaba aguas muy limpias, y obtuvo su denominación porque solía inundar los barrios vecinos, como Menino Deus o Cidade Baixa, en días de lluvia fuerte. Desaguaba cerca de la Usina del Gasómetro, pasando por debajo del Puente de Piedra pero debido al crecimiento de la ciudad y a inundaciones como la de 1941, su curso fue rectificado y canalizado.
Recibe cerca de 50.000 metros cúbicos de basura y tierra por año, además del desagüe cloacal de tres barrios, necesitando de dragados periódicos. Posee actualmente 17 puentes vehiculares y cinco travesías peatonales.